# Ghotki
Ghotki – miasto w Pakistanie, w prowincji Sindh. W 2017 roku liczyło 111 398 mieszkańców.